# Santa Lucía kommun, Intibucá
Santa Lucía är en kommun i Honduras.   Den ligger i departementet Departamento de Intibucá, i den sydvästra delen av landet, 130 km väster om huvudstaden Tegucigalpa. Antalet invånare är 5 020. Arean är 64 kvadratkilometer.
Terrängen i Santa Lucía är kuperad.